# Мартін Смедберг-Даленсе
Мартін Смедберг-Даленсе (ісп. Martin Smedberg-Dalence, нар. 10 травня 1984, Норрчепінг) — шведський і болівійський футболіст, півзахисник клубу «Гетеборг».
Народився в сім'ї болівійців, що емігрували до Швеції в 1980 році.
Виступав, зокрема, за клуби «Гетеборг» та «Юнгшиле СК», а також національну збірну Болівії.

## Клубна кар'єра
У професійному футболі дебютував 2001 року виступами за команду клубу «Гуннілсе», в якій провів два сезони, взявши участь у 50 матчах чемпіонату.
Своєю грою за цю команду привернув увагу представників тренерського штабу клубу «Гетеборг», до складу якого приєднався 2004 року. Відіграв за команду з Гетеборга наступний сезон своєї ігрової кар'єри.
Згодом з 2005 по 2006 рік перебував в оренді в складі клубів «Вестра Фрелунда» та «Юнгшиле СК».
2007 року уклав повноцінний контракт з «Юнгшиле СК». Цього разу провів у складі його команди три сезони. Більшість часу, проведеного у складі «Юнгшиле», був основним гравцем команди.
Протягом 2011—2013 років захищав кольори команди клубу «Норрчепінг».
До складу клубу «Гетеборг» повернувся 2014 року. Відтоді встиг відіграти за команду з Гетеборга 47 матчів в національному чемпіонаті.

## Виступи за збірні
1999 року дебютував у складі юнацької збірної Швеції, взяв участь у 27 іграх на юнацькому рівні.
2014 року дебютував в офіційних матчах у складі національної збірної Болівії. Наразі провів у формі головної команди країни 8 матчів, забивши 1 гол.
У складі збірної був учасником Кубка Америки 2015 року у Чилі, Кубка Америки 2016 року у США.

## Титули і досягнення
- Володар Кубка Швеції (1):

«Гетеборг»: 2014–2015